# Hans Walter Kämpfel
Hans Walter Kämpfel (* 22. Juni 1924 in Dünzing bei Ingolstadt; † 22. April 2016 in Zorneding) war ein Orchesterleiter und Komponist sowie Generalmusikdirektor in Aachen und Bremen.

## Leben und Wirken
Nach dem Abitur 1942 am Wilhelmsgymnasium München studierte Kämpfel an der Akademie der Tonkunst in München, unter anderem bei Hans Rosbaud, Joseph Haas und Rosl Schmid. Anschließend begann er 1947 seine Musikerlaufbahn als Korrepetitor an der Bayerischen Staatsoper. Darüber hinaus war er gleichzeitig Mitarbeiter bei Karl Amadeus Hartmann in der Konzertreihe Musica Viva des Bayerischen Rundfunks, welche die Aufführung und Verbreitung von Neuer Musik in Deutschland zum Ziel hatte.
Es schlossen sich einige Jahre als Kapellmeister an den  Städtischen Bühnen Gelsenkirchen und Augsburg sowie als Opernchef am Stadttheater Zürich an, bevor er im Jahr 1958 einem Ruf nach Aachen folgte, wo er am dortigen Theater Aachen als Nachfolger von Wolfgang Sawallisch die Stelle des Generalmusikdirektors antrat. Am 1. September 1961 wechselte er schließlich in gleicher Funktion zu den Bremer Philharmonikern, wo er bis 1968 blieb.
Nach einer Zeit, die mit diversen Gastverträgen ausgefüllt war, übernahm Kämpfel von 1974 bis 2004 als Chefdirigent das Sinfonieorchester des Kulturvereins Zorneding-Baldham e. V. in Oberbayern. Darüber hinaus gründete er 1990 die Bavarian Classics, ein klassisches 40-köpfiges Orchester mit langjährig erfahrenen Musikern des Symphonieorchesters des Kulturvereins Zorneding und verstärkte dieses je nach Programm mit Solisten und renommierten Gastmusikern. Mit den Bavarian Classics unternahm er zahlreiche Gastspiele nach München, Frankfurt am Main, Genf, Graz und Shanghai. Mit einer Kammermusikformation dieses Orchesters war Kämpfel 1995 zu Gast im antiken Theater und im archäologischen Museum in Bodrum/Türkei und im Seagarden in Antalya sowie im Opernhaus Ankara. Ab 2004 zog er sich aus Altersgründen von allen Funktionen zurück, behielt aber noch bis auf weiteres die Leitung der Serenadenkonzerte.
Während seiner gesamten Laufbahn erhielt Kämpfel immer wieder Gastverträge an den renommierten Opernhäusern in Bochum, Zürich, Graz, Barcelona, Lissabon, sowie am Teatro La Fenice Venedig, Teatro Verdi Triest, Teatro San Carlo Neapel. Dabei trat er unter anderem mit namhaften Orchestern wie den Berliner Philharmonikern, dem Limburgs Symfonie Orkest Maastricht, der Nordwestdeutschen Philharmonie Herford, dem Orchestra del Maggio Musicale Firenze, dem Staatsorchester Ankara, dem Mozarteum Salzburg, den Staatsorchestern Athen und Thessaloniki sowie den Philharmonic Orchestri Nagoya, Tokio und Sapporo auf.
Für seine zahlreichen Verdienste wurde Hans-Walter Kämpfel am 30. Juni 2001 vom Bayerischen Staatsministerium für Wissenschaft und Kunst mit dem Bundesverdienstkreuz am Bande ausgezeichnet.

## Weblink
- Porträt (Memento vom 29. März 2007 im Internet Archive)